# Gyromite
Gyromite, también conocido como Robot Gyro (ジャイロ Jairo), es un videojuego lanzado en 1985 para la Nintendo Entertainment System, diseñado para su uso con el Robotic Operating Buddy. Gyromite es uno de los dos juegos de la serie Robot Series de Nintendo, y el otro es Stack-Up (AKA Robot Block). La pantalla inicial del juego muestra el título Robot Gyro, el nombre japonés del juego para Famicom. Esencialmente, el programa de juego Gyromite no ha cambiado con respecto al cartucho de Famicom Robot Gyro, y muchos cartuchos de Gyromite contienen la placa de circuito de una copia de "Robot Gyro", conectada a un adaptador que permite que el juego se juegue en consolas NES. Los juegos de Famicom tenían conectores de 60 patillas, por lo que el adaptador convirtió el juego para que se pueda utilizar con el conector de 72 patillas en un NES.

## Trama

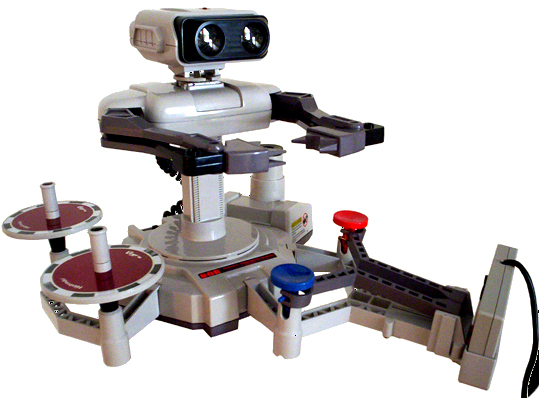
R.O.B. equipados para Giromite

El profesor Héctor y su ayudante, el profesor Vector, navegan por los niveles de plataformas de desplazamiento lateral con la ayuda de su creación, R. O. B. Sus vidas están amenazadas por la dinamita y las criaturas hambrientas parecidas a los pájaros llamadas Smicks. Las tendencias del profesor Héctor a caminar dormido también lo meten en problemas.

## Jugabilidad
A medida que el personaje del profesor se mueve a través de los niveles, R.O.B. debe ayudar a la navegación elevando y bajando las puertas rojas y azules. Cuando un giroscopio presiona el pedestal rojo, una palanca presiona el botón "B" del Controller #2 y se bajan las puertas rojas. Cuando un Gyro presiona el pedestal azul, una palanca presiona el botón "A" del Controller #2 y se bajan las puertas azules. La acción en la pantalla nunca se detiene, por lo que mientras se opera a R.O.B., el personaje en pantalla sigue siendo vulnerable.

## Modos de juego

### Juego A
En este modo para 1 o 2 jugadores, el jugador controla tanto a R.O.B. como a un personaje de profesor, cambiando al vuelo. El profesor Héctor (Jugador 1) y el profesor Vector (Jugador 2) deben recoger todos los manojos de dinamita en cada uno de los 40 niveles sucesivos. Cuando el jugador presiona start, la pantalla se vuelve azul, el profesor mira hacia afuera desde la pantalla hacia el R.O.B., y el botón siguiente presionado emite un comando hacia el R.O.B. —todos los comandos hacia el R.O.B. debe estar precedido por una pulsación del botón "Inicio". Los Smicks errantes son una amenaza, pero son inofensivos al comer los nabos encontrados a lo largo de las fases, que el profesor puede recoger y mover a voluntad. Un Smick aplastado en una puerta vale 500 puntos. Los paquetes de dinamita valen 100 puntos. Decenas de segundos que quedan en el reloj después de cada nivel valen 100 puntos, mientras que los dígitos de cada nivel valen 10 puntos. Cinco vidas extra son provistas.

### Juego B
En este modo para un jugador, el profesor Héctor está sonámbulo, y el jugador solo controla el R.O.B. Ningún comando necesita ser precedido por el botón "Inicio", ya que R.O.B. se controla directamente. El profesor empieza en el borde izquierdo de la pantalla y camina lentamente hacia el lado derecho de la pantalla. Si golpea una puerta, seguirá caminando hasta que se salga de su camino. El jugador debe usar a R.O.B. para mover las puertas, permitiendo al profesor alcanzar el lado derecho de la pantalla. Los Smicks están presentes en este modo, pero en su mayoría se limitan a callejones sin salida. Hay 25 fases en este modo. Se suministran tres vidas extra.

### Prueba
Solo sirve para confirmar que el R.O.B. puede recibir señales a través del televisor. Presionando Seleccionar envía una señal que debería hacer que su led rojo se ilumine.

### Dirigir
En este modo, no se juega ningún juego: el comando se envía directamente al R.O.B. Los jugadores novatos o jugadores que solo quieren operar el R. O. B. sin jugar Gyromite puede utilizar este modo para dirigir a R.O.B. con comandos. Presionando hacia arriba o hacia abajo en la almohadilla direccional hace que los brazos se muevan hacia arriba y hacia abajo. Izquierda y derecha hacen girar los brazos en sentido contrario a las agujas del reloj y en sentido horario. El botón "A" abre los brazos y el botón "B" los cierra.

## Adaptador Famicom

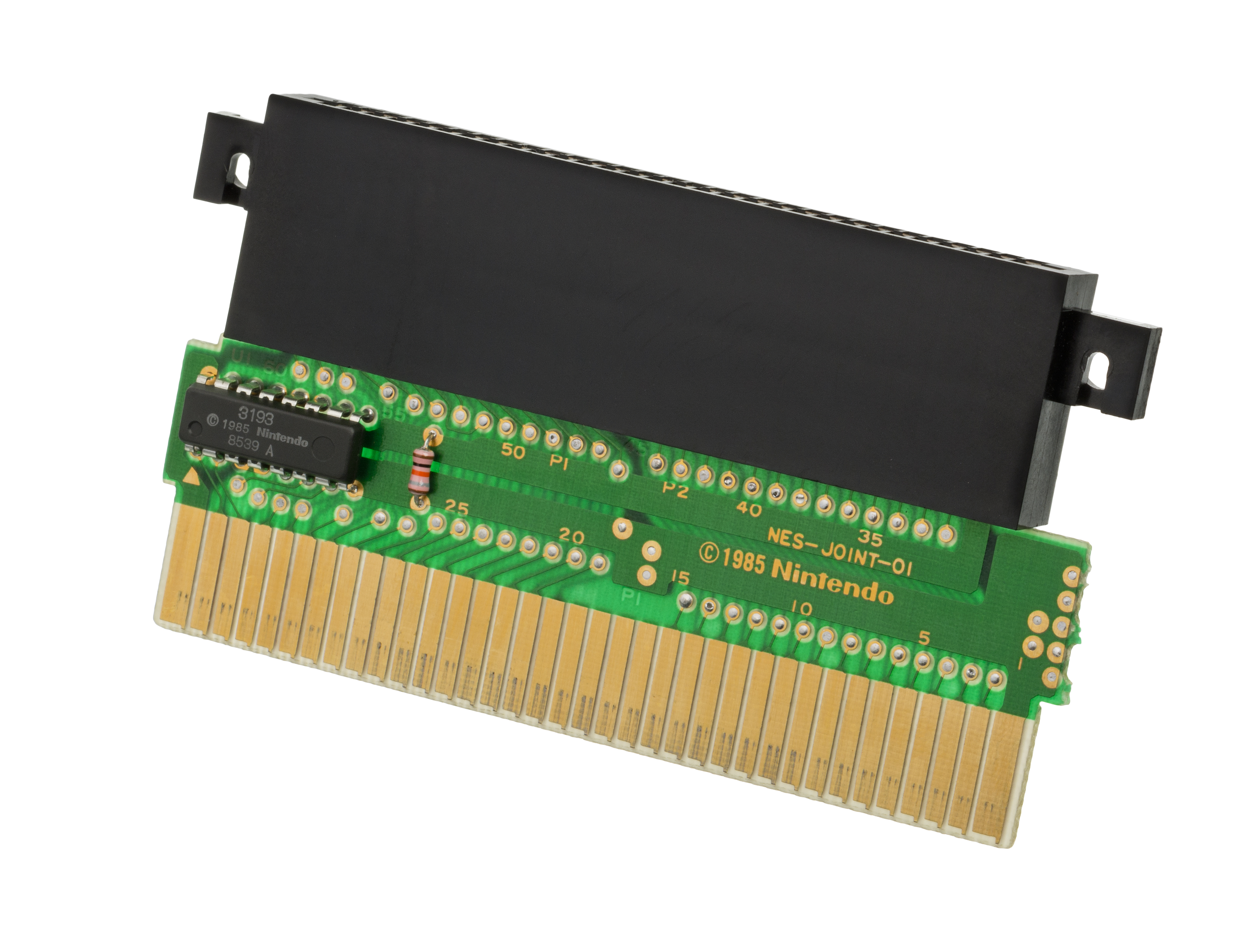
Un adaptador de clavija Famicom extraído de un cartucho de Gyromite de funcionamiento temprano.

Algunas de las primeras copias de Gyromite publicadas fuera de Japón no estaban correctamente localizadas. Como resultado, los cartuchos contienen una placa de circuito de la versión japonesa de Famicom del juego junto con un adaptador de cartucho para que pueda ser jugado en la NES norteamericana y europea. El adaptador de cartucho interno se puede quitar de las copias afectadas del juego y se utiliza para jugar otros juegos de Famicom japonés en NES.